# Canton de Marseille-4
Le canton de Marseille-4 est une circonscription électorale française du département des Bouches-du-Rhône créée par le décret du 27 février 2014 et entrée en vigueur lors des élections départementales de 2015.

## Histoire
Un nouveau découpage territorial des Bouches-du-Rhône entre en vigueur à l'occasion des élections départementales de mars 2015, défini par le décret du 27 février 2014, en application des lois du 17 mai 2013 (loi organique 2013-402 et loi 2013-403). Les conseillers départementaux sont, à compter de ces élections, élus au scrutin majoritaire binominal mixte. Les électeurs de chaque canton élisent au Conseil départemental, nouvelle appellation du Conseil général, deux membres de sexe différent, qui se présentent en binôme de candidats. Les conseillers départementaux sont élus pour 6 ans au scrutin binominal majoritaire à deux tours, l'accès au second tour nécessitant 10 % des inscrits au 1er tour. En outre la totalité des conseillers départementaux est renouvelée. Ce nouveau mode de scrutin nécessite un redécoupage des cantons dont le nombre est divisé par deux avec arrondi à l'unité impaire supérieure si ce nombre n'est pas entier impair, assorti de conditions de seuils minimaux. Dans les Bouches-du-Rhône, le nombre de cantons passe ainsi de 57 à 29.
Le canton est entièrement inclus dans l'arrondissement de Marseille. Le bureau centralisateur est situé à Marseille.

## Représentation
| Période élective | Période élective | Mandat | Mandat   | Identité        | Nuance | Nuance | Qualité |
| ---------------- | ---------------- | ------ | -------- | --------------- | ------ | ------ | --- |
| 2015             | 2021             | 2015   | 2021     | Rebia Benarioua |        | PS     | Ancien conseiller municipal de Marseille Ancien conseiller général du canton de Marseille-Notre-Dame-Limite (2008-2015) |
| 2015             | 2021             | 2015   | 2021     | Anne Di Marino  |        | PS     | Conseillère des 15e et 16e arrondissements (2020→)                                                                      |
| 2021             | 2028             | 2021   | en cours | Samia Ghali     |        | DVG    | Agent territorial Adjointe au maire de Marseille (depuis 2020)                                                          |
| 2021             | 2028             | 2021   | en cours | Azad Kazandjian |        | PS     | Militant associatif |

### Résultats détaillés

#### Élections de mars 2015
À l'issue du 1er tour des élections départementales de 2015, deux binômes sont en ballottage : Paul Cupolati et Monique Farkas (FN, 40,14 %) et Rebia Benarioua et Anne Di Marino (PS, 31,06 %). Le taux de participation est de 37,35 % (12 009 votants sur 32 150 inscrits) contre 48,55 % au niveau départemental et 50,17 % au niveau national.
Au second tour, Rebia Benarioua et Anne Di Marino (PS) sont élus avec 55,06 % des suffrages exprimés et un taux de participation de 42,12 % (7 028 voix pour 13 537 votants et 32 141 inscrits).

#### Élections de juin 2021
Le premier tour des élections départementales de 2021 est marqué par un très faible taux de participation (33,26 % au niveau national). Dans le canton de Marseille-4, ce taux de participation est de 20,69 % (6 761 votants sur 32 674 inscrits) contre 32,44 % au niveau départemental. À l'issue de ce premier tour, deux binômes sont en ballottage : Paul Charpentier et Caroline Sicard (RN, 33,74 %) et Samia Ghali et Azad Kazandjian (Union à gauche avec des écologistes, 27,66 %).
Le second tour des élections est marqué une nouvelle fois par une abstention massive équivalente au premier tour. Les taux de participation sont de 34,3 % au niveau national, 35,52 % dans le département et 24,48 % dans le canton de Marseille-4. Samia Ghali et Azad Kazandjian (Union à gauche avec des écologistes) sont élus avec 60,8 % des suffrages exprimés (4 580 voix pour 8 002 votants et 32 685 inscrits),,.

## Composition
| Nom                               | Code Insee | Intercommunalité                   | Superficie (km2) | Population (dernière pop. légale)                 | Densité (hab./km2) | Modifier                                    |
| --------------------------------- | ---------- | ---------------------------------- | ---------------- | ------------------------------------------------- | ------------------ | ------------------------------------------- |
| Marseille (bureau centralisateur) | 13055      | Métropole d'Aix-Marseille-Provence | 240,62           | Fraction : 27 077 (2022) Commune : 877 215 (2022) | 3 646              | modifier les données · modifier les données |
| Canton de Marseille-4             | 1315       |                                    |                  | 57 427 (2022)                                     |                    | modifier les données                        |

Le canton de Marseille-4 comprend la partie de la commune de Marseille située au nord d'une ligne définie par l'axe des voies et limites suivantes : depuis la limite territoriale de la commune des Pennes-Mirabeau, canal de Marseille, autoroute A 7, ligne droite dans le prolongement de la traverse de l'Église-de-Saint-Antoine, traverse de l'Église-de-Saint-Antoine, chemin de Saint-Antoine à Saint-Joseph, autoroute A 7, ligne de chemin de fer, ruisseau des Aygalades, autoroute A 7 jusqu'à l'extrémité de la rue Augustin-Roux, ruisseau des Aygalades, rue Le Chatelier, avenue Ibrahim-Ali, boulevard du Capitaine-Gèze, ruisseau des Aygalades, ligne droite dans le prolongement de la traverse du Bachas, traverse du Bachas, boulevard Ferdinand-de-Lesseps, boulevard de Plombières, boulevard Burel, chemin de Sainte-Marthe, rond-point Pierre-Paraf, rue Jean-Queillau, chemin de Saint-Joseph à Sainte-Marthe, traverse de Tour-Sainte, avenue de Tour-Sainte, chemin des Bessons, traverse de la Fontaine, chemin des Carrières, ligne droite dans le prolongement du chemin des Carrières, limite territoriale des 14e et 15e arrondissements, jusqu'à la limite territoriale de la commune de Septèmes-les-Vallons.

## Démographie
En 2022, le canton comptait 57 427 habitants, en évolution de −5,52 % par rapport à 2016 (Bouches-du-Rhône : +2,48 %, France hors Mayotte : +2,11 %).
| 2013   | 2018   | 2022   |
| ------ | ------ | ------ |
| 62 075 | 60 583 | 57 427 |